# 邱玫
邱玫（1946年—），江苏吴江人，汉族，中华人民共和国政治人物、第十一届全国人民代表大会广东地区代表。
毕业于杭州大学化学专业。加入九三学社。担任深圳市人大常委会副主任。2008年起担任全国人大代表。